# Historia social de México
La historia social de México proyecta una visión holística de la conexión entre fenómenos de movimientos sociales, de estructura social, imaginarios, religión, etnicidad, educación, familia, grupos socio-económicos, derechos civiles, en paralelo a la historia militar, política, geográfica y cultural. La historia social, según Charles Tilly, busca documentar grandes cambios estructurales.[cita requerida]

## Época prehispánica
La historia social en la época prehispánica, como en épocas posteriores, va ligada a la historia militar. La guerra y la religión, en pueblos dominantes, eran inseparables. Con el fin de obtener tributos o de obtener prisioneros para ofrendar los dioses, había incesantes guerras pequeñas e incluso su armamento estaba dispuesto para incapacitar no para matar, todo para obtener el alimento para los dioses.

## Siglo XVI
El choque entre indígenas y españoles, comienza a marcar la designación territorial, donde en la toponimia de los pueblos se mezclan un nombre español y otro indígena: San Juan Teotihuacán, San Pedro Xalostoc y así sucesivamente. El encuentro entre dos mundos afecta a las manifestaciones culturales, como la gastronomía. Se inicia el comercio hacia Europa y Asia de nuevos productos como cacao, maíz, vainilla, pimiento, chile, yuca, tomate, frijol, papa venida de Sudamérica, guajolote, y se inicia la agricultura de los primeros cultivos de trigo, así como la cría de ganado porcino, y bovino. El Galeón de Manila cruzaba el océano Pacífico una o dos veces por año entre Manila (Filipinas) y los puertos de Nueva España, desde donde intercambiaban comercialmente los produtos de ida y vuelta.

## Siglo XVII

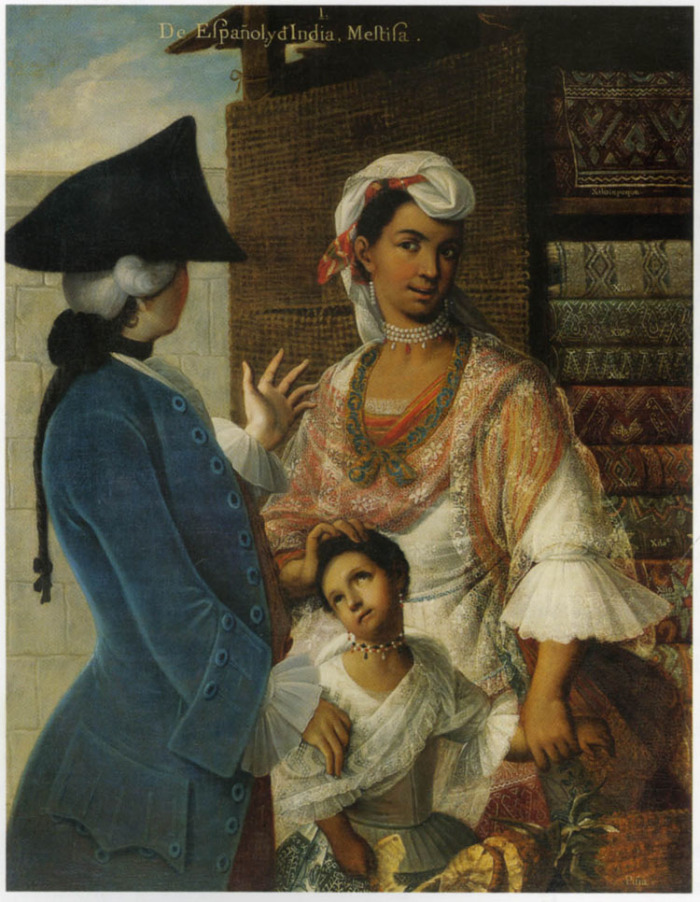
De Español e India, Mestiza. Pintura de Miguel Cabrera, 1763

La mezcla genética entre indígenas, europeos y africanos que se produjo a partir del siglo XVI y se expansión en el XVII configuró una población mestiza con variadas características físicas. El sistema de castas colonial clasificaba a los individuos en la Nueva España según su ascendencia. Las categorías básicas que aparecían en la documentación colonial oficial eran mestizos, generalmente descendientes de un español y un indígena; y mulato, descendiente de un español y un africano negro. A su vez, estas producían otras categorías.
La aceptación social de la descendencia mestiza disminuyó a medida que avanzaba la colonización. La sociedad colonial llegó a ser cada vez más  rígidamente estratificada, de acuerdo con el linaje de los individuos.

## Siglo XVIII
Se destacan las alianzas sociales establecidas entre los criollos, el clero y los indígenas, en el centro-norte de la Nueva España, en contra del poder central. Las alianzas se expresaron en tumultos de protesta contra la expulsión de los jesuitas y en los movimientos que dieron lugar al movimiento de independencia.

## Siglo XIX
Guerrilleros asolaban los caminos del país. Su auge, vinculado a la admiración y en ocasiones al terror, obligó a medidas de seguridad drásticas. Fueron personajes sin ideología, que supieron acomodarse a los bandos ganadores en política, lo cual les permitió ascenso social en algunos casos.

## Siglo XX
En las elecciones del 3 de julio de 1955, las mujeres acudieron por primera vez a las urnas a emitir su voto, para elegir a diputados federales.
En 1968, se creó un movimiento que envió el Pliego petitorio del CNH al Gobierno de México con demandas específicas como la libertad a presos políticos y la reducción o del autoritarismo. Se buscaba un cambio democrático y la salida del gobierno del Partido Revolucionario Institucional (PRI), al que consideraba autoritario.